# Rejilla de fibra de vidrio
Las rejillas de fibra de vidrio son rejillas hechas con resinas termoset y con hilos de fibra de vidrio. Su uso es para la sustitución de rejillas metálicas en áreas de corrosión. Su uso ha crecido fuertemente en las áreas industriales y comerciales. El Compuesto de resina y fibra de vidrio es 10 veces más flexible que el acero pero es más resistente. Esto hace que las rejillas de fibra de vidrio sean muy prácticas 

## Sus bondades
- Resistente a la corrosión
- Resistente al deslizamiento
- Retardante al fuego
- Peso Ligero
- Resistente al Impacto
- Ergonomía Superior
- Altamente respetuoso con el medio ambiente.

## Tipos
Las rejillas de fibra de vidrio se dividen en dos tipos principales por su método de fabricación. 
- Moldeadas
- Pultruidas, mediante el método de pultrusión

## Resinas
- Poliéster
- Vinilester
- Vinilester modificado
- Epoxy

## Aplicaciones
Plataformas en alta mar, pisos, trincheras, andadores peatonales y escalones en áreas industriales y de recreación, plantas tratadoras de agua, tornasol, coladeras, separadores.
- Datos: Q5550392